# Nerinea
Nerinea is een geslacht van uitgestorven Gastropoda, dat leefde van het Jura tot het Krijt.

## Beschrijving
Deze buikpotige had een hooggewonden, slanke schelp met kenmerkende holstaande windingen en overduidelijke, zich juist boven de sutuur (afscheiding tussen twee windingen) bevindende kielen. De top was samengesteld uit een buitengewoon kleine, vlakke winding, die onder een rechte hoek stond met de lengteas van de schelp. Typerend waren de zich op de mondrand bevindende fijne lamellen en richels, waarvan het aantal kon oplopen tot zeven. De lengte van de schelp bedroeg ongeveer zes centimeter.

## Leefwijze
Dit mariene geslacht leefde in afzettingen van rifkoraal.

## Soorten
- Nerinea desvoidyi D'Orbigny, 1921
- Nerinea gachupinae Alencaster, 1977
- Nerinea higoensis Shikama & Yui, 1973
- Nerinea koikensis Shikama & Yui, 1973
- Nerinea naumanni Sugiyama & Asao, 1942
- Nerinea rigida Nagao, 1934
- Nerinea schickii - van Onder-Krijt, Albien - Syria
- Nerinea shiidai Shikama & Yui, 1973
- Nerinea somaliensis Weir, 1925
- Nerinea somensis Shikama & Yui, 1973
- Nerinea sugiyamai Shikama & Yui, 1942
- Nerinea suprjurensis Voltz - van Midden-Jura, Boven-Oolite. Porrentruy, Zwitserland
- Nerinea syriaca Conrad - van Onder-Krijt, Albien - Syrië